# From Here to Eternity (альбом)
From Here to Eternity — студийный альбом итальянского музыканта и продюсера Джорджо Мородера, выпущенный в июле 1977 года под лейблом Casablanca Records.

## Об альбоме
Сторона А представляет собой танцевальный нонстоп, оказавший влияние на последующее развитие хаус-музыки.
По версии журнала Pitchfork альбом занимает 88-ю строчку в списке «100 лучших альбомов 70-х»; по версии Vice — 19-ю строчку в списке «99 лучших танцевальных альбомов всех времён».
Заглавный сингл с альбома занял 2-ю позицию в американском National Disco Action Top 30 (диско-чарт Billboard) и, наряду с «First Hand Experience in Second Hand Love» и «I’m Left, You’re Right, She’s Gone», вошёл в саундтрек Grand Theft Auto: Liberty City Stories (радиостанция Flashback 95.6).

## Список композиций
Слова и музыка всех песен — Джорджо Мородером и Питом Беллоттом.
| №  | Название                          | Длительность |
| -- | --------------------------------- | ------------ |
| 1. | «From Here to Eternity»           | 5:58         |
| 2. | «Faster Than the Speed of Love»   | 1:54         |
| 3. | «Lost Angeles»                    | 2:44         |
| 4. | «Utopia - Me Giorgio»             | 3:24         |
| 5. | «From Here to Eternity (Reprise)» | 1:45         |

| №  | Название                                    | Длительность |
| -- | ------------------------------------------- | ------------ |
| 6. | «First Hand Experience in Second Hand Love» | 5:02         |
| 7. | «I'm Left, You're Right, She's Gone»        | 5:08         |
| 8. | «Too Hot to Handle»                         | 4:51         |

| №  | Название                                 | Длительность |
| -- | ---------------------------------------- | ------------ |
| 9. | «From Here to Eternity» (single version) | 3:52         |